# Liste der Monuments historiques in Lacroix-Falgarde
Die Liste der Monuments historiques in Lacroix-Falgarde führt die Monuments historiques in der französischen Gemeinde Lacroix-Falgarde auf.

## Liste der Bauwerke
| Bezeichnung | Beschreibung                  | Standort | Kennzeichnung | Schutzstatus | Datum | Bild           |
| ----------- | ----------------------------- | -------- | ------------- | ------------ | ----- | -------------- |
| Schloss     | Erbaut im 16./17. Jahrhundert | (Lage)   | PA00094361    | Classé       | 1958  | weitere Bilder |